# Interaktiv television
Interaktiv television är olika tjänster där användaren tillåts interagera med eller påverka innehållet i sin TV, dator, surfplatta eller smartphone, för att få en mer personlig TV-upplevelse.

## Vad är interaktiv TV?
Begreppet interaktiv TV omfattar lösningar där tvåvägskommunikation mellan tittare och den som tillhandahåller tjänsten (till exempel ett TV-bolag) tillämpas. Interaktiv TV kan vara allt ifrån att nyttja on-demand funktioner, till att vara med och rösta i ett TV-program och påverka hur programmet fortskrider.
Ett vanligt sätt för TV-tittaren att interagera med dem som sänder ett program är att t.ex. rösta via telefon eller SMS. När en person ringer in och önskar en låt, på till exempel MTV, är även detta en form av interaktiv TV.
Interaktiv TV kan delas in i tre typer, utifrån hur interaktionen går till:
- 1-skärms interaktiv TV: interaktion sker på samma skärm som TV:n
- 2-skärms interaktiv TV: en separat skärm används för interaktion, t.ex. textmeddelanden från en mobiltelefon
- Internet TV: en dator används, och all interaktion sker över internet

## Exempel på interaktiv TV
En form av interaktiv TV som erbjuds idag, av till exempel Telia och Viasat, är så kallad Video on Demand, där användaren själv tillåts pausa och spola framåt/bakåt i pågående film eller program. Ett annat exempel på interaktiv TV är TiVo, som dock inte är tillgängligt på den svenska marknaden.
På hotellrum används ofta interaktiv TV, för att t.ex. ge information till kunden om hotellet, visa kanalutbudet eller sälja filmer on demand.
Tänkbara användningsområden för interaktiv TV:
1. Eftertexter när som helst under filmen
2. Information om skådespelare eller miljöer under filmens gång
3. Bild i bild-funktioner
4. Shopping
5. Utföra bankärenden
6. Rösta och påverka programinnehåll utan dyra telefonsamtal
7. Spela spel eller tävla mot andra
8. Olika kameravinklar och/eller ljudspår
9. Lokal väder- eller trafikinformation när som helst
10. Interaktiv reklam
11. Videokonferenser
12. Distanskurser
13. Snabbmeddelandefunktioner
14. E-post
15. Interaktiv vadslagning
16. Elektronisk programguide

## Interaktiv TV och internet
Man experimenterade med mycket av ovanstående tjänster inom interaktiv TV under åttiotalet, men tekniken fick aldrig något genombrott. Många av tjänsterna finns idag tillgängligt genom internet och digital-TV. Tekniskt sett kan interaktiv TV alltså sägas innefatta all video som visas på internet, där användaren själv kan välja program, pausa och spola i programmet. Internet kan ha bidragit till att den ursprungliga tanken med interaktiv TV aldrig blev särskilt populär. Däremot kan det vara mer bekvämt att sitta vid TV:n är vid en dator, som mer associeras till arbete. 

## Kritik mot interaktiv TV
Kritiker till interaktiv TV menar att tekniken möjliggör för TV-bolag att göra intrång i användarens privatliv. Det som oroar är faktumet att information hela tiden skickas tillbaka till avsändaren, vilket i värsta fall skulle kunna få negativa följder för användaren. Jämför med internetvärldens tracking cookies.